# Bruce Crawford (cầu thủ bóng đá)
Bruce Crawford (sinh ngày 10 tháng 10 năm 1938 ở Preston, Anh) là một cầu thủ bóng đá thi đấu ở vị trí wing half ở Football League cho Blackpool và Tranmere Rovers.